# Festival van San Remo 1971
Het Festival van San Remo 1971 was de 21ste editie van de liedjeswedstrijd.

## Finale
1. Il cuore è uno zingaro (Franco Migliacci e Claudio Mattone) Nada – Nicola di Bari
2. Che sarà (Franco Migliacci e Jimmy Fontana) Ricchi e Poveri – José Feliciano
3. 4 marzo 1943 (Lucio Dalla e Paola Pallottino) Lucio Dalla – Equipe 84
4. Com'è dolce la sera (Luigi Albertelli e Enrico Riccardi) Donatello – Marisa Sannia
5. Sotto le lenzuola (Luciano Beretta, Miki Del Prete e Adriano Celentano) Adriano Celentano – Coro Alpino Milanese
6. Come stai? (Riccardo Pazzaglia e Domenico Modugno) Domenico Modugno – Carmen Villani
7. Bianchi cristalli sereni (Aldo Capponi) Don Backy – Gianni Nazzaro
8. 13 storia d'oggi (Vito Pallavicini e Albano Carrisi) Al Bano – Aguaviva
9. Rose nel buio (Lorenzo Pilat, Mario Panzeri e Daniele Pace) Gigliola Cinquetti – Ray Conniff
10. Ninna nanna (cuore mio) (Luigi Albertelli e Enrico Riccardi) Caterina Caselli – Dik Dik
11. L'ultimo romantico (Vito Pallavicini e Pino Donaggio) Pino Donaggio – Peppino di Capri
12. La folle corsa (Mogol e Carlo Donida) Little Tony – Formula 3
13. Una storia (Sergio Endrigo) Sergio Endrigo – New Trolls
14. Il sorriso il paradiso (Sergio Menegale e Gianni D'Errico) Sergio Menegale – Wallace Collection

## Halvefinalisten
- Amsterdam (Daniele Pace, Mario Panzeri e Pino Calvi) Rosanna Fratello – Nino Ferrer
- Andata e ritorno (Donato Renzetti e Luigi Albertelli) Maurizio & Fabrizio – Protagonisti
- I ragazzi come noi (Lombardi e Balducci) Paolo Mengoli – Mark e Martha
- Il dirigibile (Luigi Albertelli e Maurizio Fabrizio) Antoine – Anna Identici
- Il viso di lei (Baracuda, Vince Tempera e Scandolara) Giganti – Fabio Trioli
- Lo schiaffo (Giandiego Deriu e Vincenzo Barsanti) Jordan – Gens
- L'ora giusta (Corrado Conti, Daniele Pace, Mario Panzeri e Gianni Argenio) Edda Ollari – Lorenza Visconti
- Non dimenticarti di me (Mogol e Mario Lavezzi) Nomadi – Mal
- Occhi bianchi e neri (Alberto Testa, Eros Sciorilli e Miki Del Prete) Pio – Mau Cristiani
- Santo Antonio Santo Francisco (Vito Pallavicini e Paolo Conte) Piero Focaccia – Mungo Jerry

1951 · 1952 · 1953 · 1954 · 1955 · 1956 · 1957 · 1958 · 1959 · 1960 · 1961 · 1962 · 1963 · 1964 · 1965 · 1966 · 1967 · 1968 · 1969 · 1970 · 1971 · 1972 · 1973 · 1974 · 1975 · 1976 · 1977 · 1978 · 1979 · 1980 · 1981 · 1982 · 1983 · 1984 · 1985 · 1986 · 1987 · 1988 · 1989 · 1990 · 1991 · 1992 · 1993 · 1994 · 1995 · 1996 · 1997 · 1998 · 1999 · 2000 · 2001 · 2002 · 2003 · 2004 · 2005 · 2006 · 2007 · 2008 · 2009 · 2010 · 2011 · 2012 · 2013 · 2014 · 2015 · 2016 · 2017 · 2018 · 2019 · 2020 · 2021 · 2022 · 2023 · 2024 · 2025